# Charles Lamb Kenney
Pour les articles homonymes, voir Kenney.
Charles Lamb Kenney, né en 1821 et mort le 25 août 1881, est un journaliste, dramaturge et écrivain anglais.
Fils du dramaturge James Kenney, il a commencé sa carrière comme employé de la Poste à Londres avant de rejoindre la rédaction du Times où il écrit des critiques de théâtre.
Il obtient ensuite le diplôme d'avocat et en 1856, il devient le secrétaire de Ferdinand de Lesseps dont il soutient le projet en 1857 en publiant The Gate to the East (La Porte vers l'Est). Le projet en question est la construction du canal de Suez à laquelle le Royaume-Uni en général et Lord Palmerston en particulier s'opposent.
Kenney écrit plusieurs opérettes. Il crée des airs qui deviennent vite populaires, notamment Soft and Low (1865), The Vagabond (1871). Il publie une notice biographique sur un compositeur irlandais : Michael William Balfe, en 1875. 
Et en littérature, il a traduit en anglais la correspondance intégrale de Balzac, un volumineux ouvrage sous le titre  Correspondance of Balzac.
Il faisait partie d'un cercle prestigieux et comptait parmi ses amis des célébrités comme Thackeray et Dickens. Kenney était le centre d'une coterie littéraire où il entretenait sa réputation d'homme d'esprit et de poète mondain.

## Publications
- Charles Lamb Kenney, A memoir of Michael William Balfe (compositeur irlandais), London, Tinsley Brothers, 1875, 309 p.
- Correspondence of Balzac, Barnes and Noble, 1878.